# 輪扁
輪扁是《庄子》天道篇末尾一则“寓言”中的人物。輪扁擅长造车轮，知道重在实践和感受，单靠语言不能传授造轮的技术。以此类推，因此向齐桓公说，读“聖人之言”只能获得古人糟粕。后来作为典故比喻只得到写得出的知识而没有领会写不出的精要。
《庄子》一书中“寓言”这个词的意思是借他人之口发言，以求令人信服，并非借故事讲道理。因此輪扁所说的话，也就是作者本意。